# 彎曲山
彎曲山（Wan Kuk Shan）是香港的山，海拔高592米，馬鞍山以南，大金鐘以北。行政區域屬於沙田區，附近範圍已劃入馬鞍山郊野公園。